# 岩手県道178号下宮守田瀬線
岩手県道178号下宮守田瀬線（いわてけんどう178ごう しもみやもりたせせん）は、岩手県遠野市と花巻市を結ぶ一般県道である。

## 概要
遠野市宮守地区から田瀬ダムのダムサイトを渡り、田瀬湖畔を巡る。

### 路線データ
- 起点：遠野市宮守町下宮守（国道283号・岩手県道161号達曽部下宮守線交点）
- 終点：花巻市東和町田瀬（国道107号・岩手県道27号江刺東和線交点）

## 地理

### 通過する自治体
- 遠野市
- 花巻市

### 交差する道路
- 国道283号・岩手県道161号達曽部下宮守線（起点）
- 岩手県道284号花巻田瀬線（花巻市東和町田瀬字横峰）
- 国道107号・岩手県道27号江刺東和線（終点）